# Féminisme chrétien de Belgique
« Toujours minoritaire et élitiste, souvent décrié, voire ridiculisé, ce mouvement a dû adapter ses stratégies pour s’imbriquer dans la société, y trouver des alliances, s'articuler aux autres courants afin de distiller ses idées et les faire progresser », écrit Catherine Jacques.

## Contexte de développement
À la fin du XIXe siècle, toute la législation inspirée du Code de Napoléon, ainsi que celle tirée du droit canonique place la femme sur un plan d’infériorité par rapport à l’homme. La Belgique de 1830 produit une Constitution qui exclut les femmes. Ainsi, la femme belge possède peu de droits, elle n’a ni le droit de vote, ni le droit d’être élue, elle n’a pas non plus accès à l’université, elle peut donc difficilement s’instruire.
Entre 1831 et 1919 les femmes sont traitées comme inférieures et incapables par rapport aux hommes sur le plan politique et économique. La loi du 9 mai 1919 sur le suffrage universel reste uniquement destinée aux hommes, mais va tout de même permettre à un nombre très réduit de femmes se trouvant dans des situations bien précises, d’accéder au vote comme les veuves de militaires ou encore les veuves non remariées. Le féminisme va prendre par la suite plus d’ampleur au niveau politique grâce à la loi du 15 avril 1920 mettant en place le vote des femmes aux élections communales. Le parti catholique sera en faveur de cette loi et en faveur d’un mouvement féministe catholique.
Le féminisme en Belgique va prôner l’égalité homme-femme en deux phases, la première étant pédagogique, qui va être guidée par les femmes bourgeoises de l’époque,  jusqu’en 1892 afin de prôner l’égalité d’accès aux ressources de l’enseignement. La deuxième phase est un féminisme de l’égalité des droits, de 1892 jusqu’en 1914, cette phase consiste à contester l’inégalité dans les droits économiques, civils et politiques existant entre les femmes et les hommes. Isabelle Gatti de Gamond, représentante du mouvement féministe laïc, est la première à s'insérer dans la phase pédagogique du mouvement féministe en ouvrant deux établissements pour femmes. Pour le courant féministe chrétien, il y a dans leur but une incohérence conséquente avec les valeurs chrétiennes de l'époque puisqu’il cherche à aboutir à une égalité totale entre les hommes et les femmes.
Au sein du royaume, trois partis politiques dominent. Ces trois partis vont se séparer en ce qui concerne le combat du féminisme, puisque chaque parti possède des convictions différentes. Le parti libéral qui va se battre pour le féminisme par le biais d’un courant laïc et libéral représenté par la Ligue du droit des femmes, le parti chrétien par un courant catholique représenté par le féminisme chrétien, et enfin le parti socialiste au sein du POB. “Si socialistes, libéraux et chrétiens se divisent sur la définition de la citoyenneté politique des femmes, ils partagent néanmoins, outre leurs difficultés à considérer les femmes de manière autonome, un constat : il faut non seulement les intéresser à la politique, mais également leur apprendre à voter et à s'engager.”

## Historique

### Première vague
En 1901 René Henry et René Colaert,  deux membres du parti politique catholique, vont défendre l’accès au vote pour les femmes, en publiant une brochure appelée “La femme électeur”. Marie Duclos, fondatrice de l’association féministe catholique française, va mettre en relation les deux hommes avec Louise Van den Plas, une jeune féministe déjà fortement engagée dans le mouvement féministe. Tous les trois, sont d’accord sur le fait qu’il manque une inspiration chrétienne au mouvement féministe belge. Allier le combat du féminisme avec la place qui était donnée à la femme par la religion catholique à l’époque s’avérait être une mission assez compliquée à remplir. L’image de la femme à l’époque, et plus particulièrement la vision que la religion chrétienne avait de la femme, peut être sur certains points, aux antipodes du combat féministe. Pour le pape Pie X, il existe à l’époque deux types d’organisations féminines : les catholiques au service de l’Église et de sa foi, qui est à son sens la seule organisation féministe qui doit être encouragée et puis il y a celle qui réclame pour la femme des droits, l’égalité avec les hommes et la libération de ses tâches maternelles, qui sont des organisations qui, selon ses dires, doivent être combattues. L’idée que le pape Pie X a exprimé illustre bien la place que la religion chrétienne donnait à la femme. En effet, il est totalement improbable pour eux de donner à la femme un autre rôle que celui de mère de famille, ménagère et épouse, les catholiques de l'époque ne conçoivent pas le principe d’égalité des sexes dans le mariage. C’est aux hommes de régler les affaires publiques et de rapporter l’argent à la maison.
Le 6 mai 1902, Louise Van den Plas, René Henry et René Colaert vont fonder le mouvement appelé le Féminisme chrétien de Belgique”, qui va être soutenu par le parti catholique de l’époque. En raison de l’écart d’opinion qui se trouve alors entre le mouvement catholique et le mouvement féministe, Louise Van den Plas mise, à travers ce mouvement, “sur le différentialisme et la complémentarité des sexes, et insiste sur le fait que seules les femmes sont capables de défendre les droits des femmes.”
Du 1er novembre 1905 jusqu’au début des années 1940, la féministe va publier de manière mensuelle dans la revue “Le féminisme chrétien de Belgique”. Cette revue va devenir “l’organe officiel du féminisme catholique de Belgique pendant trente-cinq ans”. De plus, à partir de janvier 1912, Louise van den Plas organise des conférences pour répandre progressivement le mouvement à travers toute la Belgique.

En 1907, Victoire Cappe fonde le Syndicat de l’aiguille, ancêtre de la Ligue Ouvrière Féminine Chrétienne, qui va être mise en place pour les brodeuses, dentelières et modistes qui travaillent dans des conditions épuisantes. Le but premier du syndicat est de protéger les intérêts professionnels des femmes. “Il doit être conduit par les travailleuses elles-mêmes, autonome vis-à-vis du clergé, et être uniquement féminin pour prendre en compte les intérêts spécifiques des femmes”. Le syndicat de l’aiguille développe dès le départ une série de services tels qu’une caisse de mutuelle, un cercle d’étude et des cours d’apprentissage.

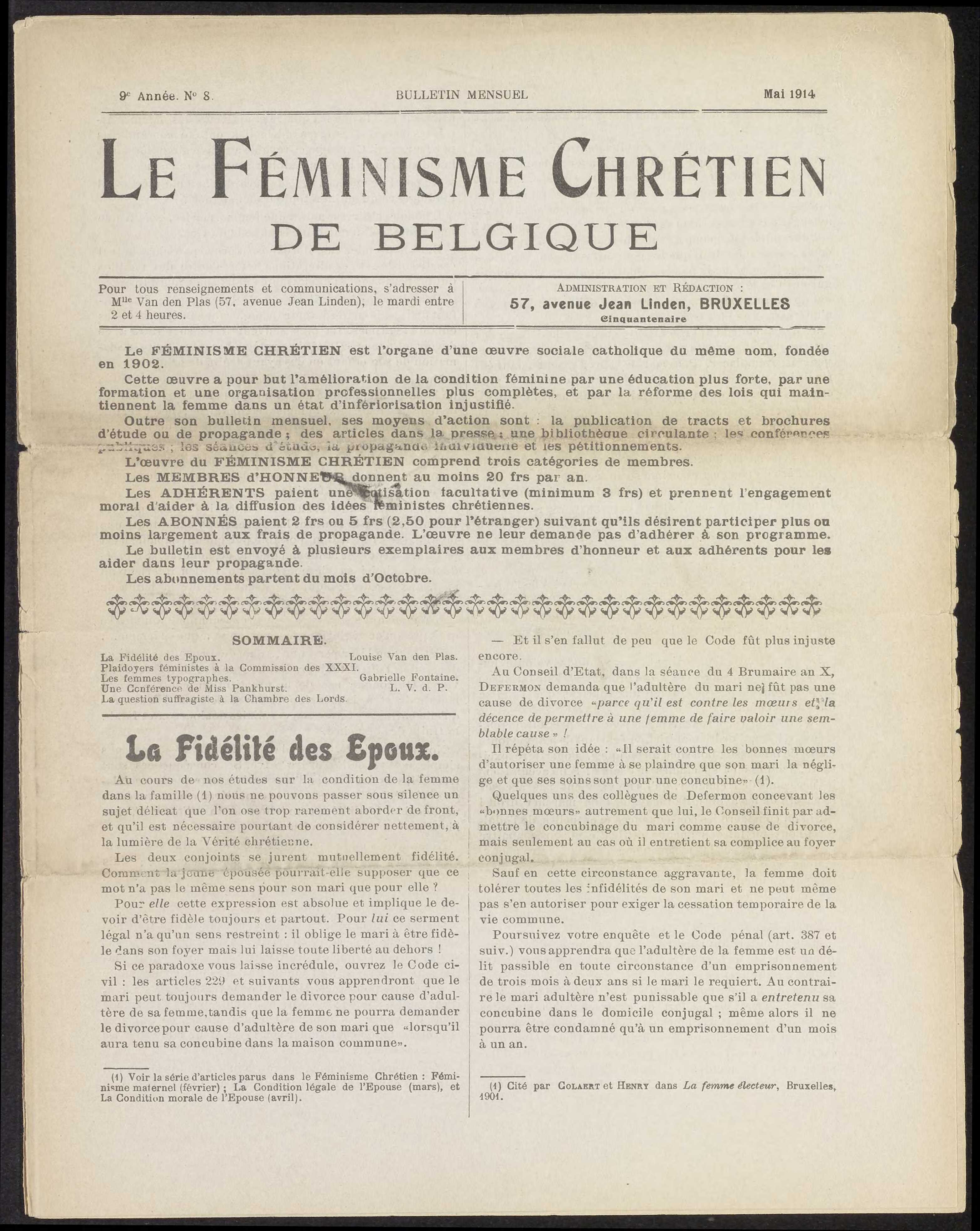
Bulletin du Féminisme chrétien de Belgique, 1er mai 1914

En 1912, l’ensemble des unions professionnelles féminines se rassemblent pour former le Secrétariat général des unions professionnelles féminines chrétiennes de Belgique. En 1918, il est amené à coordonner et organiser l'entièreté des organisations féminines chrétiennes. Cette même année, Louise Van den Plas recrute Cyrille Van Overbergh. Celui-ci veut attaquer le sujet du vote parlementaire des femmes. C’est donc le 3 mars 1912, que Louise Van den Plas crée une nouvelle branche du féminisme chrétien, “la ligue catholique du suffrage féminin”. La fondatrice du mouvement féministe chrétien reste prudente, elle ne veut pas qu'une partie des catholiques, plus conservateurs, réagisse mal à cette nouvelle branche, elle met donc en place une distinction dans les actions à entreprendre.
En 1913 il n’y a plus lieu de faire de distinction, car grâce aux nombreuses signatures données lors de la pétition en faveur du suffrage parlementaire, la fédération suffragiste se fonde le 10 février 1913.
Le 3 août 1914, Louise Van den Plas collabore avec Jane Brigode, une féministe libérale, pour fonder “l’union patriotique des femmes belges” pour aider les femmes touchées par la guerre.
Les revendications pour le suffrage universel s’éteignent avec le début de la guerre. Mais, en 1918, les féministes reprennent leur campagne pour le suffrage féminin. Elles obtiendront le droit de vote en deux temps:  
- En 1921, elles pourront voter aux élections communales;
- En 1948, elles pourront élire les membres du parlement.

De 1914 à 1918, durant la Première Guerre mondiale, les idées féministes sont mises de côté, ce qui entraine qu’au lendemain de la guerre, le Féminisme chrétien de Belgique peine à se redéployer. 
En 1920, la Fédération nationale des Ligues ouvrières chrétiennes féminines (LOCF) est mise sur pied. Deux ans plus tard, on compte 132 ligues. Leur but est de former, d’éduquer, d’émanciper et de rechristianiser la femme ouvrière. Ces ligues jouent un rôle important durant la Seconde Guerre mondiale. Elles assurent l’entraide des familles frappées par la misère, elles réunissent les mères et les femmes de prisonniers de guerre. 
De 1940 à 1945, c’est une période creuse pour l’essor du féminisme. Au lendemain de la guerre, plusieurs branches du féminisme chrétien de Belgique se joignent au CNFB (Conseil national des femmes belges) qui regroupe des organisations féministes de toutes tendances.

### Deuxième vague
Il faut attendre le début des années 1970 pour voir un renouveau du féminisme en Belgique.
En 1969, les Ligues ouvrières chrétiennes féminines (LOCF) deviennent Vie féminine, un mouvement chrétien d’action culturelle et sociale. Les principaux objectifs de Vie féminine, fixés statutairement sont : réaliser un travail d’éducation permanente et encourager la participation active des femmes ouvrières dans la vie économique, sociale, culturelle et politique. L’objectif ultime de cette association est d’obtenir l’égalité entre hommes et femmes dans tous les secteurs de la vie en société.
A la même période, le mouvement catholique ACRF - Femmes en milieu rural encourage l'engagement politique des femmes, notamment au niveau communal. Cette défense des droits coexiste avec certaines valeurs conservatives : le mouvement s'adosse à un modèle maternaliste, mettant en avant le rôle des femmes comme mères et épouses, dans une optique différentialiste.

## Missions
Les missions du mouvement « Le Féminisme chrétien de Belgique » créé en 1902 par Louise Van den Plas étaient notamment les suivantes:
- Rallier à son programme les catholiques en leur montrant bien que ce mouvement n’allait pas à l’encontre de leurs convictions (conception du mariage et de la famille) ;
- Améliorer l’éducation des femmes en créant de meilleures formations, des organisations professionnelles et en réformant les lois qui maintenaient la femme dans un état d’infériorité par rapport à l’homme ;
- Par opportunisme politique, Louise Van den Plas, n’a pas privilégié la mise en place du suffrage universel mais a favorisé l’amélioration économique, sociale et juridique de la femme.

Le Féminisme chrétien de Belgique en coopération avec d’autres mouvements féministes va obtenir de nombreuses réformes, dont notamment :
- Loi sur la recherche de la paternité ;
- L’accès des femmes aux Conseils de la famille ;
- Le droit des femmes à assumer une tutelle. Cela revient à reconnaitre l’autorité parentale de la mère ;
- Adoption de l’art. 37 de la loi du 7 janvier 1908 qui reconnait la légalité du témoignage féminin aux actes de l’état civil ;
- Égalité des barèmes pour les instituteurs et les institutrices.

## Autrices du mouvement
En Belgique, il y a eu plusieurs pionnières pour le mouvement féministe chrétien, les principales sont :
- Louise Van den Plas, née à Bruxelles en 1877, est une importante féministe belge. C’est elle qui soumet l’idée de créer un mouvement féministe catholique visant à toucher un plus grand nombre de personnes et ayant pour objectif premier l’égalité de suffrages entre hommes et femmes. Elle fonde donc « le féminisme chrétien de Belgique » avec l’aide de René Henry et René Colaert. Cette association visait à rameuter les catholiques à la cause féministe, tout en les éduquant à cette notion, et à se battre pour les droits des femmes[23]. Par « féminisme chrétien », Louise entend le fait de s’en tenir au divin et de respecter ce qui est ancré dans les cerveaux quant au mariage par l’Église, mais également de défendre la morale familiale, telle que l’émancipation de la femme et l'égalité des droits entre l'homme et la femme. En s’alliant à des mouvements similaires, Louise arrive à toucher un public plus grand et diversifié, et à avoir plus d’impact avec son mouvement[24]. Celui-ci est mis en pause un peu plus de quatre ans avec la première guerre mondiale, mais ce n’est pas pour autant que la fondatrice du féminisme chrétien de Belgique cesse ses activités. Elle apporte une aide matérielle aux femmes dont le mari ou le fils a été appelé à aller combattre. À la fin de la guerre, Louise Van den Plas se voit attribuer une revue dans Le Soir dans lequel elle peut s’exprimer et qui lui permet de toucher encore plus de gens avec les idées de son mouvement[25].

- Victoire Cappe, née en 1886 dans une famille bourgeoise liégeoise, a grandi auprès de ses trois sœurs.  À 11 ans, Victoire Cappe voit son père, Ernest Cappe, faire faillite et quitter le pays en laissant Victoire, ses sœurs et sa mère sans rien. Ensuite, sa mère va se désintéresser de ses filles et les laisse aux soins de leur grand-mère maternelle. Pour surmonter cela, Victoire se lance dans une voie chrétienne, sociale et féministe. Victoire Cappe œuvre à l'intégration économique, sociale et culturelle des femmes dans une société paternaliste[26].

Il existe différentes institutions, dont notamment :
- la Fédération des femmes catholiques (FFC) ;
- la Jeunesse ouvrière chrétienne féminine (JOCF) ;
- les Ligues féminines chrétiennes ;
- les Ligues ouvrières féminines chrétiennes (LOFC).

Il existe également des groupes internationaux de chrétiennes féministes dans lesquels la Belgique s'inscrit :
- la section belge de l’Alliance internationale Jeanne d’Arc ;
- la branche belge de Femmes et hommes en Église ;
- l’Union internationale des ligues des femmes catholiques.